# BEA (Ausstellung)

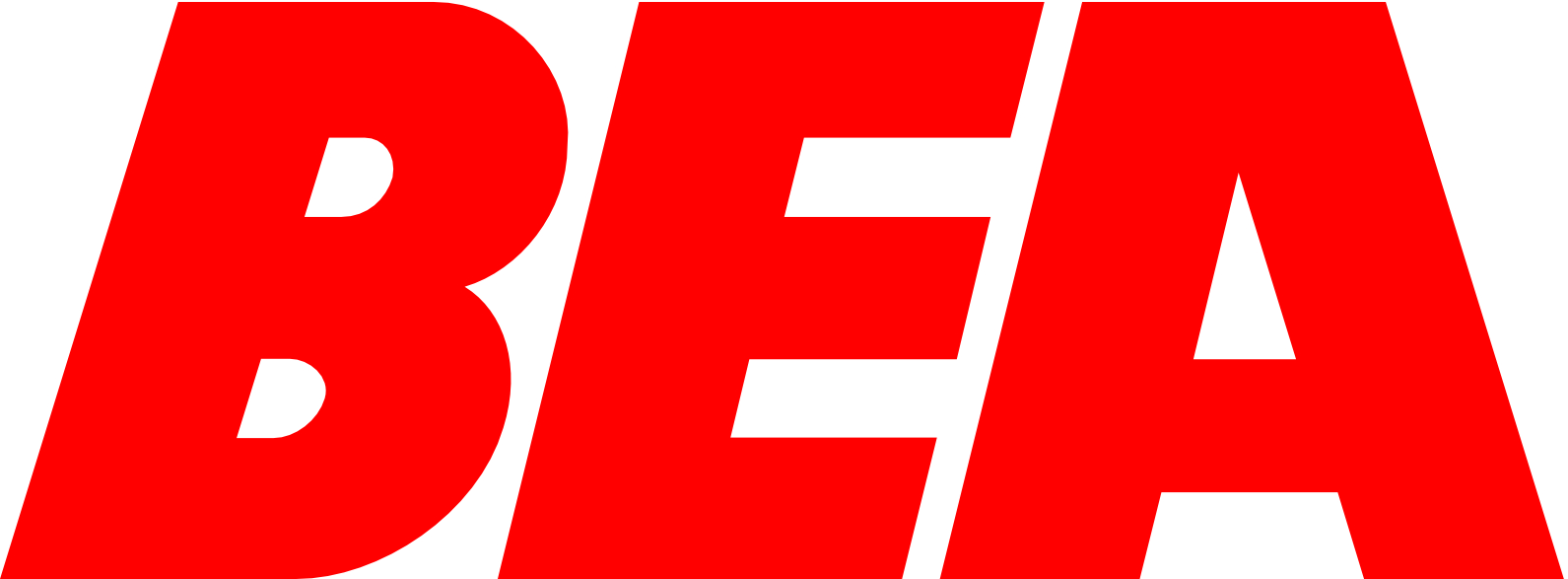
Logo der BEA 2018

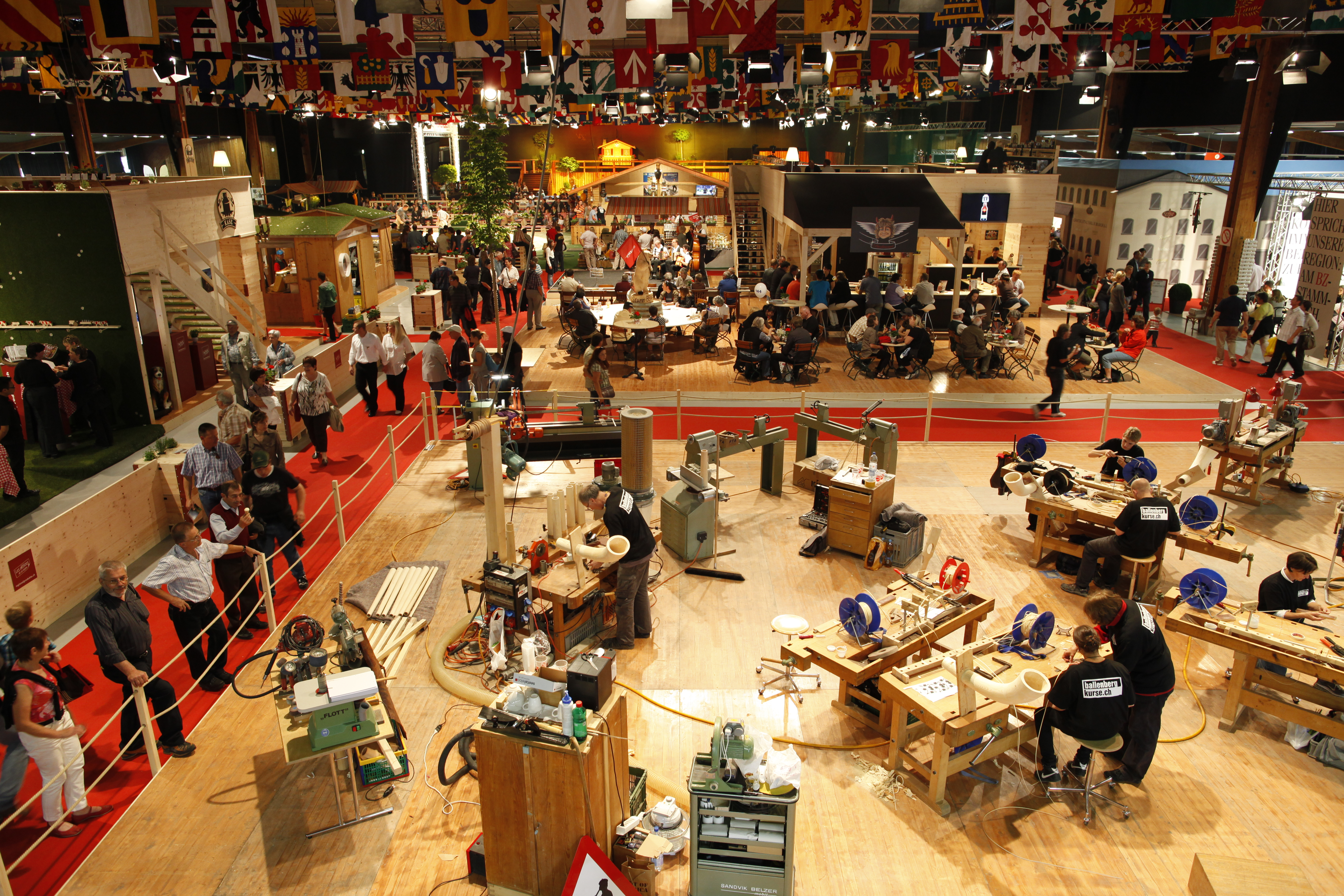
Blick auf die Alphornbauer innerhalb der Sonderschau «Genuss & Tradition» an der BEA 2011

Die BEA ist eine Schweizer Ausstellung für Gewerbe, Landwirtschaft und Industrie und findet in der Regel jährlich im Frühling in Bern statt. Veranstalter der BEA ist die Bernexpo AG.

## Entstehung und Konzept
Am 7. Dezember 1949 gründeten Hermann Frey, Oskar Schenker, Richard Leutenegger und Hans Schmid zusammen mit 12 Beteiligten die Aussteller Genossenschaft BEA Bern, den Vorläufer der heutigen Bernexpo AG. Zweck dieser Genossenschaft war die Förderung und Durchführung von Ausstellungen und ähnlichen Veranstaltungen.
Die erste BEA fand am 1. September 1951 statt. Highlights der ersten Durchführung waren ein Hausfrauentag, eine grosse Herbst- und Wintermodeschau und ein sogenanntes BEA-Kabarett. Darüber hinaus gab es ein Gratis-Kino auf dem Messegelände und einen Ballonwettflug für die Jugend. Anlässlich der ersten Durchführung nahmen 160 Aussteller teil.
Die BEA ist besuchermässig nach der OLMA die zweitgrösste Publikumsmesse der Schweiz. Flächenmässig und anhand der Anzahl Aussteller ist sie sogar die grösste Publikumsmesse der Schweiz. Bei ihrer 63. Durchführung verzeichnete die BEA 2014 über 950 Aussteller und über 300'000 Besucher. 2020 und 2021 musste die Ausstellung wegen der COVID-19-Pandemie abgesagt werden. 2022 wurden bereits wieder über 300'000 Besucher verzeichnet. 2023 fand die 70. Ausgabe statt und verzeichnete über 330'000 Besucher. 2024 kamen mehr als 800 Aussteller auf über 330'000 Besucher und 2025 kamen rund 900 Aussteller auf 340'000 Besucher.
Der Hauptschwerpunkt der BEA liegt nach wie vor auf dem lebendigen Kulturerbe Berns und seiner Umgebung. Dazu gehören die landwirtschaftliche und traditionelle Prägung wie die heimatliche Atmosphäre. Demgegenüber wird an bestimmten Sonderschauen und zu einem Hauptbestandteil in den Ausstellungsbereichen der Fokus auf innovative und neuartige Themen gesetzt.
Nach dem Emmental (2011) und dem Berner Oberland (2012) präsentiert sich 2013 die Stadt Bern an der BEA. Ab dem Jahre 2014 findet die BEA unter einem Motto statt. Das Motto 2014 war «wild», 2015 «Kuhnterbunt und megastark» und 2016 «Original und originell». Das Motto für 2025 war «Big Time, Big Moments».

## Ausstellungsbereiche
Als Ausstellung für Gewerbe, Landwirtschaft und Industrie sind an der BEA folgende Branchen vertreten:
| - Gewerbe und Industrie - Wohnen und Bauen - Küchen und Bäder - Haushalts- und Elektrogeräte - Gesundheit und Wellness - Freizeit und Sport - Mode, Schmuck und Kosmetik - Degustation - Lebensmittel - Handwerk und Tradition | - Landwirtschaft - Futtermittel - Landwirtschaftliche Produkte und Dienstleistungen - Gebäude/Bau - Tierverbände - Tierschauen und Streichelwelt mit rund 600 Tieren |

## Sonderschauen
Neben den kommerziellen Ausstellungsbereichen werden an der BEA jeweils mehrere Sonderschauen präsentiert, die zum Teil über mehrere Jahre durchgeführt werden. Die wichtigsten Sonderschauen sind:
- «Genuss & Tradition»: Regionale Produkte und Spezialitäten, Ursportarten und traditionelles Handwerk
- BEActive: Interaktive Sportwelt mit Trend- und Outdoorsportarten
- Grünes Zentrum: Seeland - Gmüesland
- PFERD – Die Nationale Pferdemesse: Parallelmesse zur BEA mit Turnieren, Shows, Facharena, Ausstellung
- BEA Women